# Sainte-Sève
Sainte-Sève (en bretó Sant-Seo) és un municipi francès, situat a la regió de Bretanya, al departament de Finisterre. L'any 2006 tenia 866 habitants.

## Demografia
| 1962                                       | 1968 | 1975 | 1982 | 1990 | 1999 |
| ------------------------------------------ | ---- | ---- | ---- | ---- | ---- |
| 347                                        | 318  | 525  | 745  | 842  | 787  |
| Des de 1962: població sense dobles comptes |      |      |      |      |      |

## Administració
| Període   | Identitat      | Partit |
| --------- | -------------- | ------ |
| 2001-2008 | Yvon Hervé     |        |
| 2008-     | Gilbert Michel |        |